# Boccia aux Jeux paralympiques d'été de 1988
Navigation
New York 1984 Barcelone 1992
La compétition de boccia des Jeux paralympiques d'été de 1988 s'est déroulée dans la ville de Séoul. 34 athlètes étaient en compétition dans trois épreuves, deux individuelles et une par équipe mixte.  
Il s'agit de la seconde édition du boccia aux Jeux paralympiques.

## Classification
Les athlètes atteints de handicap moteur grave sont classés en deux catégories.
- C1 : athlètes paralysés cérébraux.
- C2 : athlètes ayant d’importantes difficultés motrices.

## Résultats
| Épreuves      | Or                                             | Argent                                              | Bronze                                                      |
| ------------- | ---------------------------------------------- | --------------------------------------------------- | ----------------------------------------------------------- |
| Individuel C1 | Yun Kang-no (KOR)                              | Henrik Jorgensen (DEN)                              | João Alves (POR)                                            |
| Individuel C2 | Thomas Leahy (IRL)                             | Lee Jin-woo (KOR)                                   | Fernando Ferreira (POR)                                     |
| Équipe C1–2   | Portugal João Alves António Marques Maria Melo | Corée du Sud Choi Koh-dong Jung Yu-seok Yun Kang-no | Danemark Lone Bak-Pedersen Henrik Jorgensen Mansoor Siddiqi |

## Tableau des médailles
| Rang  | Nation       | Or | Argent | Bronze | Total |
| ----- | ------------ | -- | ------ | ------ | ----- |
| 1     | Corée du Sud | 1  | 2      | 0      | 3     |
| 2     | Portugal     | 1  | 0      | 2      | 3     |
| 3     | Irlande      | 1  | 0      | 0      | 1     |
| 4     | Danemark     | 0  | 1      | 1      | 2     |
| Total | Total        | 3  | 3      | 3      | 9     |